# 4. HNL – Jug C 2011./12.
4. HNL – Jug je svoje posljednje izdanje imala u sezoni 2011./12. Sastojala se od tri skupine (A, B i C). U skupini C su se natjecali klubovi iz Dubrovačko-neretvanske županije. 

## Sustav natjecanja
Šest klubova je igralo četverokružnu ligu (20 kola). Pobjednik lige je bila momčad Župa dubrovačka iz Čibače,koja je potom igrala kvalifikacije za 3. HNL – Jug.

## Sudionici
Svi klubovi su iz Dubrovačko-neretvanske županije. 
- Croatia – Gabrili
- Gusar – Komin
- Maestral – Krvavac
- Metković – Metković
- Slaven – Gruda
- Župa dubrovačka – Čibača

## Ljestvica
| mj. | klub                   | ut. | pob. | ner. | por. | gol+ | gol- | bod |
| --- | ---------------------- | --- | ---- | ---- | ---- | ---- | ---- | --- |
| 1.  | Župa dubrovačka Čibača | 20  | 13   | 5    | 2    | 40   | 10   | 44  |
| 2.  | Croatia Gabrili        | 20  | 11   | 5    | 4    | 40   | 18   | 38  |
| 3.  | Slaven Gruda           | 20  | 9    | 4    | 7    | 21   | 22   | 31  |
| 4.  | Gusar Komin            | 20  | 4    | 7    | 9    | 22   | 34   | 19  |
| 5.  | Metković               | 20  | 4    | 5    | 11   | 16   | 40   | 17  |
| 6.  | Maestral Krvavac       | 20  | 4    | 4    | 12   | 13   | 28   | 16  |

## Rezultatska križaljka
| kratica | klub                   | CRO      | GUS       | MAE      | MET      | SLA      | ŽUD      |
| --- | ---------------------- | -------- | --------- | -------- | -------- | -------- | -------- |
| CRO | Croatia Gabrili        |          | 4:1, 4:1  | 2:1, 2:0 | 6:1, 5:2 | 0:0, 3:2 | 0:2, 2:0 |
| GUS | Gusar Komin            | 0:0, 0:2 |           | 1:0, 0:0 | 0:0, 2:2 | 3:0, 4:0 | 0:0, 3:3 |
| MAE | Maestral Krvavac       | 1:4, 0:2 | 1:2, 4:2  |          | 1:0, 0:0 | 0:1, 0:0 | 1:1, 1:4 |
| MET | Metković               | 2:1, 2:2 | 2:0, 1:1  | 1:2, 0:1 |          | 1:0, 1:0 | 0:2, 1:2 |
| SLA | Slaven Gruda           | 1:0, 1:1 | 3:2 , 1:0 | 1:0, 1:0 | 4:0, 4:0 |          | 1:0, 1:1 |
| ŽUD | Župa dubrovačka Čibača | 1:0, 0:0 | 2:0, 5:0  | 3:0, 1:0 | 3:0, 4:0 | 3:0, 3:0 |          |
| |                        |          |           |          |          |          |          |
| podebljan rezltat – igrano od 1. do 5., te od 11. do 15. kola rezultat normalne debljine – igrano od 6. 10., te od 16. do 20. kola prekrižen rezultat – poništena ili brisana utakmica 3:0 p.f. / 0:3 p.f. – rezultat bez borbe p – prekinuta utakmica |                        |          |           |          |          |          |          |

## Kvalifikacije za 3. HNL – Jug
| mj. | klub                   | ut. | pob. | ner. | por. | gol+ | gol- | bod |
| --- | ---------------------- | --- | ---- | ---- | ---- | ---- | ---- | --- |
| 1.  | Kamen Ivanbegovina     | 2   | 2    | 0    | 0    | 4    | 0    | 6   |
| 2.  | Krka Lozovac           | 2   | 1    | 0    | 1    | 4    | 1    | 3   |
| 3.  | Župa dubrovačka Čibača | 2   | 0    | 0    | 2    | 0    | 7    | 0   |

| Rezultati:              |     |
| Krka – Župa dubrovačka  | 4:0 |
| Krka – Kamen            | 0:1 |
| Kamen – Župa dubrovačka | 3:0 |